# 12
12 је била преступна година.

## Рођења
- 31. август — Калигула, римски цар
- Луције Елије Гал Страбон — великий понтифик Римског царства